# Маконский собор (585)
Второй Маконский собор — один из церковных соборов, общефранкский синод под председательством святого архиепископа Приска Лионского, созванный королём Бургундии Гунтрамном 23 октября 585 года в Маконе.

Церковь Франкского государства при Меровингах

Состав участников собора был исключительно церковным — 63 епископа, 25 епископских послов и 16 епископов без кафедр (то есть франко-галло-римских епископов, лишенных кафедр вестготами); светские лица, включая самого короля, в обсуждении участия не принимали. Тем не менее, это был, по-видимому, первый собор, на котором наряду с собственно церковной и богословской проблематикой обсуждались и вполне светские вопросы; впоследствии это стало типичным для соборов Галльской церкви (т. н. смешанные соборы).
На соборе была определена система пожертвований Церкви, поднят вопрос о моральном облике духовных лиц, в том числе епископов, уточнена богослужебная практика в плане возвращения к раннехристианским стандартам. В частности, собор определил отлучать от Церкви пресвитеров, нарушавших постановление Карфагенского собора 419 года о том, что причащение должно совершаться до принятия пищи. Был определён порядок захоронения умерших. Также собор встал на защиту вольноотпущенников, на свободу которых покушались некоторые представители духовенства: отношения между духовенством и вольноотпущенниками были поставлены под контроль епископата.
Особое место в проблематике собора занимали вопросы связанные с регулированием отношений между светскими и духовными лицами, в частности, разграничение полномочий светской и церковной власти в конфликтных ситуациях. Собором предписывалось, чтобы светская знать не применяла насилия к лицам духовного звания. Многие решения собора были так или иначе направлены на распространение влияния Церкви на светские суды. Так, собор запретил светским судам предпринимать какие-либо действия против вдов и сирот без предварительной консультации с епископом или его заместителем как «естественными покровителями» обвиняемых. Это, по-видимому, было первым случаем открытого вмешательства Церкви в светское судопроизводство. Светским судам было также рекомендовано учитывать церковные каноны наряду с мирским законодательством при разборе дел, особенно когда речь шла о посягательствах феодалов на церковное имущество или на имущество бедняков. Собор категорически запретил клирикам присутствовать при исполнении приговоров светского суда.

Епархии, представители которых присутствовали на II Маконском соборе

Григорий Турский в своей «Historia francorum» («Истории франков») сообщает (книга VIII, глава 20), что один из участников собора задал вопрос о том, можно ли употреблять слово homo (лат. «человек») по отношению к женщине. Этот вопрос носил скорее лингвистический, нежели богословский или антропологический характер: дело в том, что в формировавшихся тогда романских языках слово homo (homme, uomo) претерпевало семантическое сужение, приобретая в первую очередь значение «мужчина». На этот вопрос был дан положительный ответ.
Отсюда, по-видимому, и проистекает распространённая легенда о том, что на Маконском соборе обсуждался вопрос о том, является ли женщина человеком. По легенде вопрос был решён положительно с перевесом в один голос (32 против 31), по другой версии Собор даже отказал женщине в наличии души, в связи с чем за ним закрепился ярлык «женоненавистнического».
На этом же соборе поднялся кто-то из епископов и сказал, что нельзя называть женщину человеком. Однако после того как он получил от епископов разъяснение, он успокоился. Ибо священное писание Ветхого завета это поясняет: вначале, где речь шла о сотворении Богом человека, сказано: «...мужчину и женщину сотворил их, и нарек мужчину именем Адам», что значит — «созданный из красной глины». Но и Господь Иисус Христос потому называется Сыном Человеческим, что Он является сыном Девы, то есть женщины. И Ей Он сказал, когда готовился претворить воду в вино: «Что Мне и Тебе, Жено?» и прочее. Этим и многими другими свидетельствами этот вопрос был окончательно разрешён. (Григорий Турский. История франков).
По окончании собора король Гунтрамн (при поддержке Римского и Константинопольского епископа) предписал неукоснительное исполнение принятых на нём постановлений как епископату Запада, так и светским чиновникам, в первую очередь, судьям.